# USV Eschen/Mauren
El USV Eschen/Mauren és un club de futbol de Liechtenstein que juga a les ciutats d'Eschen i Mauren. Juga a la lliga suïssa de futbol.

## Palmarès
- Copa de Liechtenstein de futbol: 4

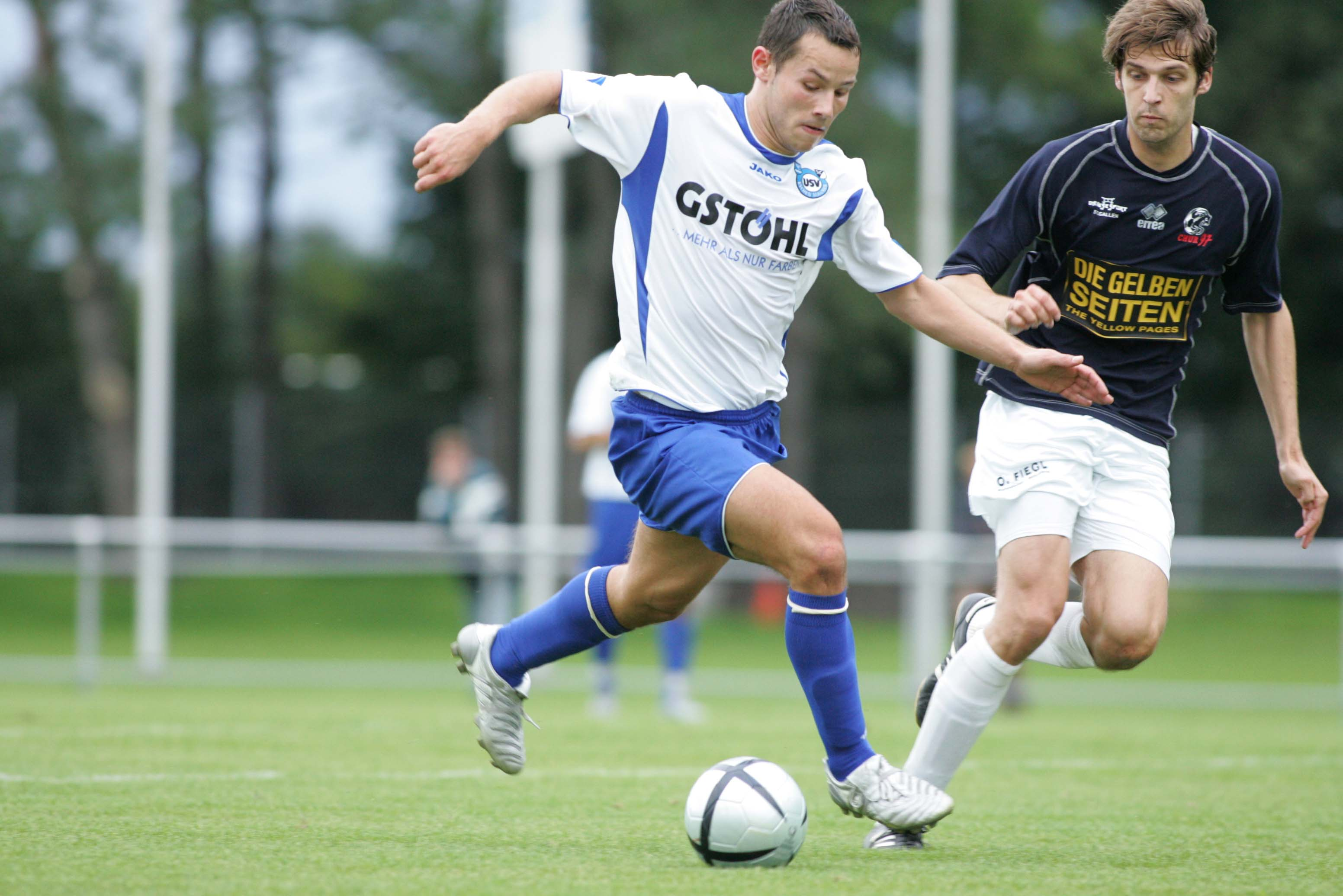
Ronny Buechel jugant amb l'USV Eschen/Mauren

  - 1976, 1977, 1978, 1987